# 仮設便所

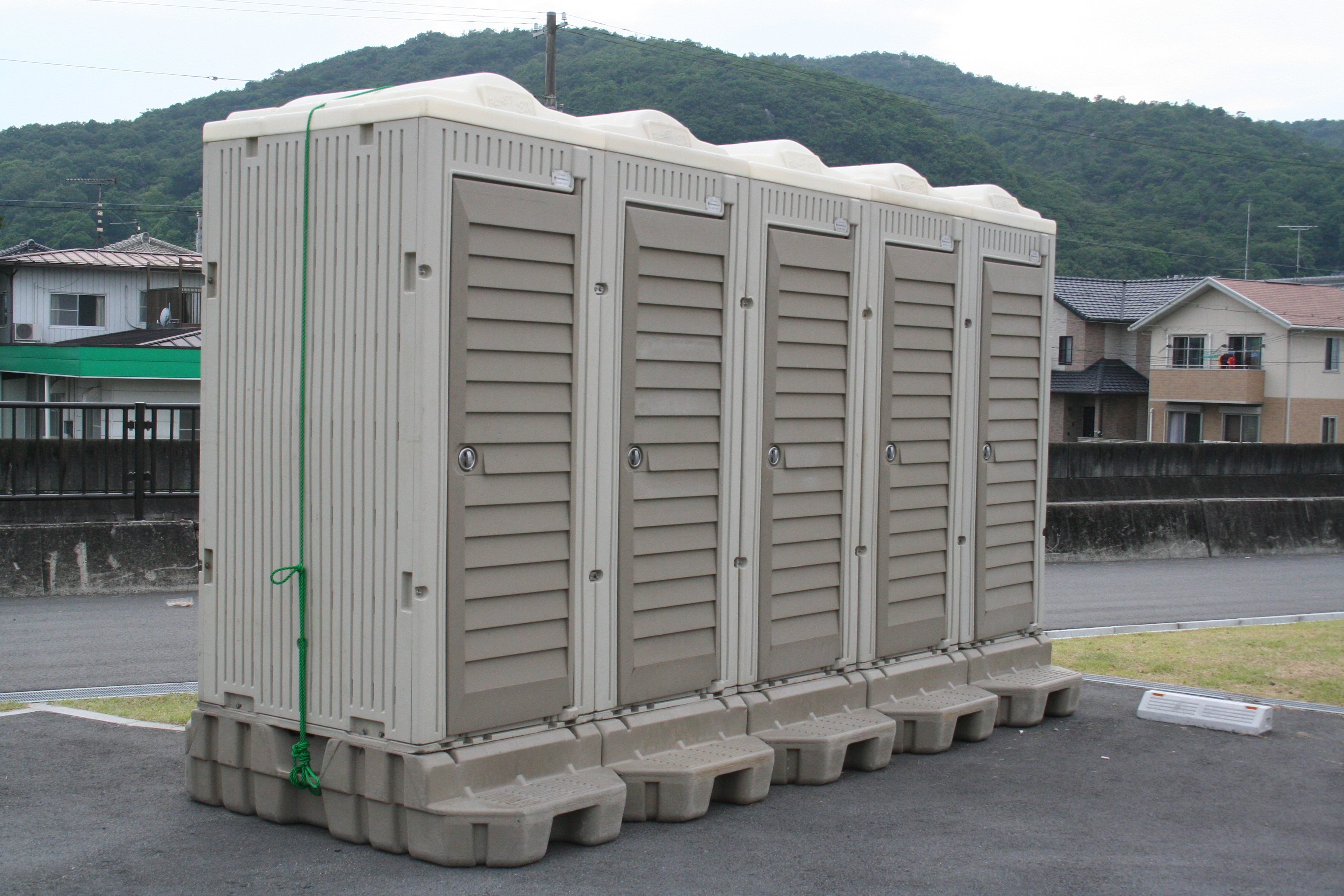
相生市で行なわれたペーロン祭の際に設置された仮設便所。屋根は光を透過する素材、側板や扉は波板状として強度を確保しており、踏み台も兼ねた下部部分はタンクとなっている

仮設便所（かせつべんじょ 英語：Mobile toilet, Portable toilet）は、イベント会場や工事現場、災害避難所など、元々便所が無い場所、もしくは既存便所が不足する場所に、一時的に設置される簡易式の便所。
通常、屋根と扉を備えたボックス状の構造を採る。コンセプトからトイレハウスともよばれる。

## 概要

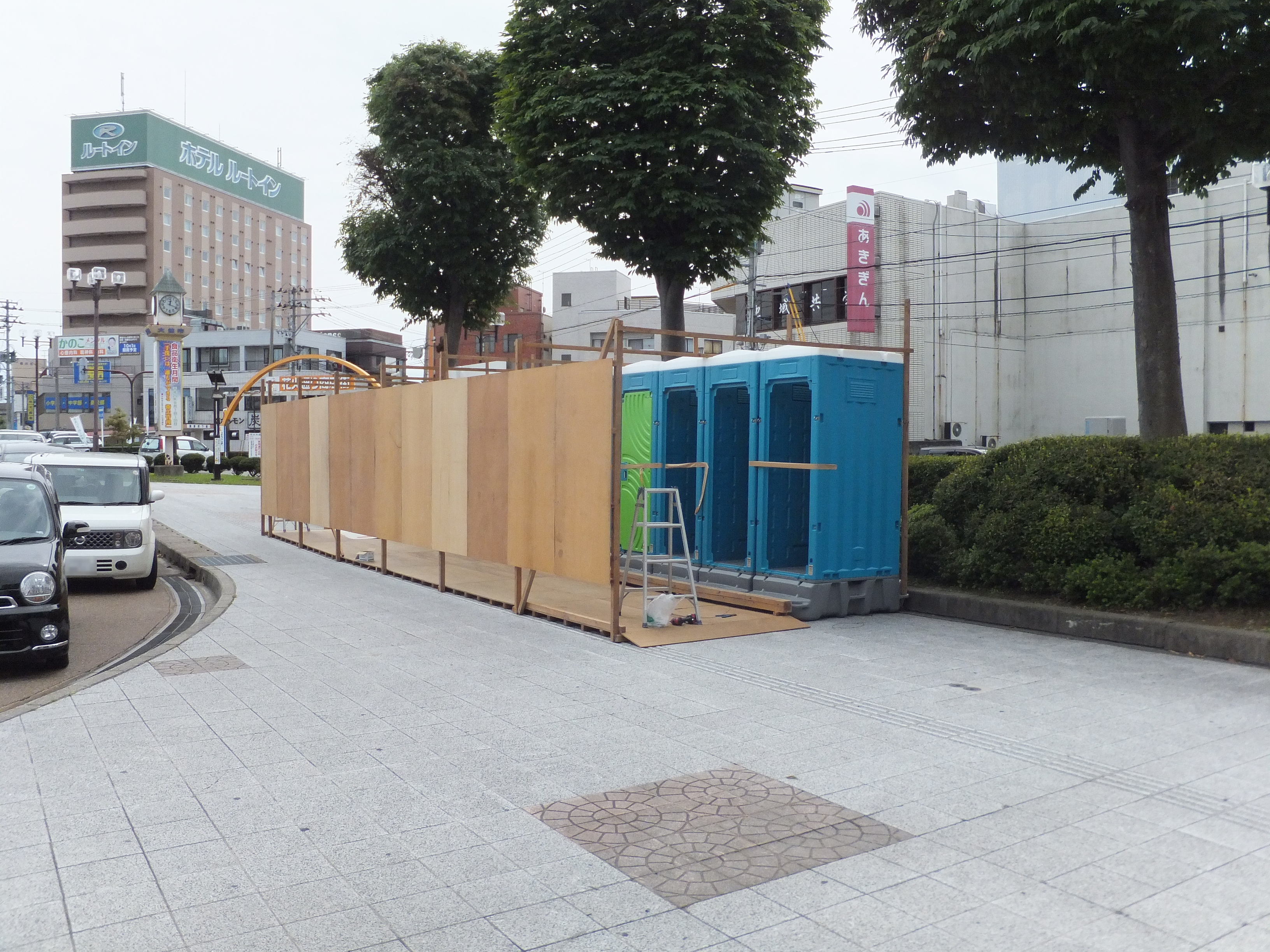
全国花火競技大会前日の大曲駅（2013年）

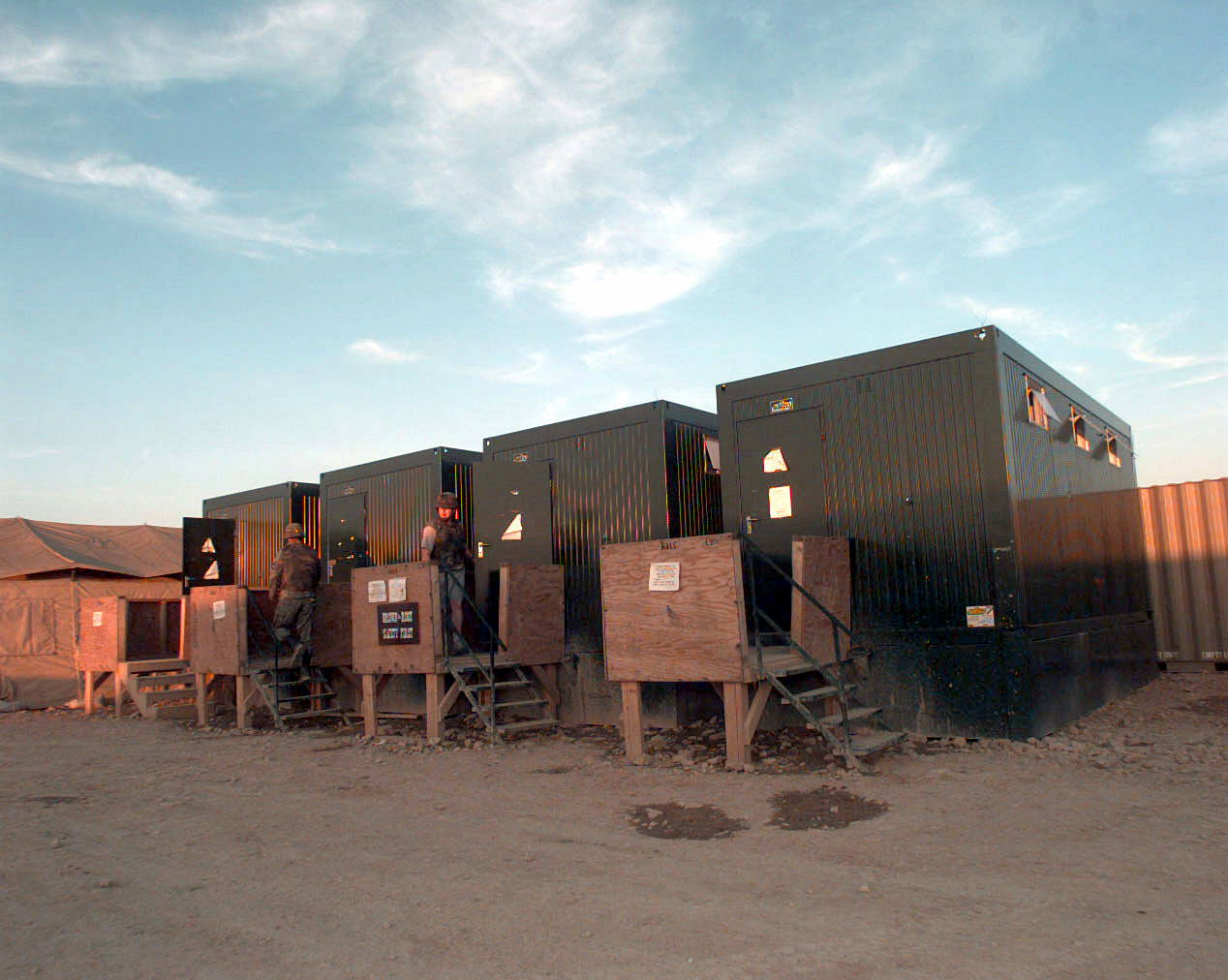
ボスニアトゥズラの軍事ベースキャンプに設置されたコンテナトイレ

仮設便所は、下水道の上に直接設置されて汚物を流下させるか、もしくは汚物を溜めるタンク（便槽）などを下に置いた汲み取り式便所として使用される。特に後者では貯留されるし尿の処理の機能を備えておらず、衛生面では常設のトイレに劣る傾向があるが、近年では脱臭剤や抗菌素材などの発達にも伴い、衛生的で臭気のこもらないものが主流となっている。

### 構造
設置場所の自由度やトラック等による輸送の簡便化を考慮し、多くは1ボックス単位で設置・輸送が可能になっており、設置場所での需要に合わせて複数個を並べて連結し、使用することもある。
またボックス側面は繊維強化プラスチック(FRP)のパネル組み立て構造もしくは金属製の骨材にFRPパネルを貼り付ける構造として、軽量化、清掃の簡易化、全体の低重心化(土台となる便槽部分の重量で風倒害を防止する)に留意している。従ってドアもFRP製の1枚ものであることが多く、歪みから戸錠の建て付けが悪くなりがちである。
日中のトイレ内採光については、窓を設置しにくいため、屋根部分に光を透過するプラスチック素材を使って採光を確保しているものが多いが、製品によっては側板のFRPにも外光を透過する白色系素材を使い、壁面からも外光を得られるようにした例もある。
かつての日本では、仮設便所に避けがたいスペースの制約や取り扱いの簡便さから、和式便器を階段状の床に填め込んで大小両用に対応させた列車便所型和式が多かったが、1990年代以降、一般での洋式便所普及に伴い、仮設便所でも洋式便器を設置するものが出現するようになっている。
ある程度長い期間設置されるものでは、下水道などに直接的汚水を流し込めることから仮設上水道とも接続され、一般の公衆便所のような水洗トイレとなっていることもあるが、上下水道の便が無い所では、タンク式が利用されるのが一般的である。ただタンク式のものでも、タンク内に消臭剤入りの水が最初から蓄えられ、ペダルを踏むと人力ポンプにより消臭剤入りの水が流れる簡易水洗トイレも見られる。タンク内に溜められた汚水は、適時バキュームカーで回収をおこなうか、利用期間終了後にトイレと共に回収される。
製品としては「スーパートイレ」や「ソーラートイレ」などの名称が付けられている場合もあり、ことソーラートイレは屋根部分に太陽光発電機能を持ち、内部に臭気がこもらないよう換気扇を動作させるなどの工夫が見られ、機種によっては夜間の用便に即して照明器具の電力もこの太陽光発電で賄われる。

### 所有形態
建設業者が自前の備品として保有する場合もあるが、一時的な設置・利用がほとんどであることから、レンタルなどの形で貸し出す業者も存在しており、建設機械や建設機材のレンタル企業などが多く保有している。防災用途や地域イベント用の備品として地方自治体が保有している場合もある。
平地があれば地面を掘らずとも設置できるため、費用節減のために、運動場や公園などで仮設便所ユニットを置いて半常設的な使い方をしている事例もある。

## 歴史
日本において仮設便所といえる記録は、古くは徳川光友が家来に担がせていた移動式便所である。光友は外出先で便意がきた時、家臣に移動式便所の設置場所（人から遠い所）を指示したが、構造は折り畳み式で屋根もあり、雨も考慮されていた（同書 p.118）。使用後は自ら石や土をかぶせた（同書 p.118）。作らせた理由に関しては、他人の便所を使うのを気にしてのこととされ、衛生面による（同書 p.118）。
日本において仮設トイレを初めて企画、製造したのは日野興業である。現代において、仮設便所を製造販売している国内の会社としては、日野興業、ハマネツ、旭ハウス工業が挙げられる。